# Qatar aux Jeux olympiques d'été de 2016
Le Qatar participe aux Jeux olympiques d'été de 2016 à Rio de Janeiro au Brésil du 5 août au 21 août. Il s'agit de sa 9e participation à des Jeux d'été.
Le Qatar avait été candidat malheureux à l'organisation des Jeux olympiques et paralympiques de 2016.

## Athlétisme

### Homme

#### Course
| Athlètes                 | Compétitions | Série   | Série | Demi-Finales | Demi-Finales | Finale  | Finale  |
| ------------------------ | ------------ | ------- | ----- | ------------ | ------------ | ------- | ------- |
| Athlètes                 | Compétitions | Temps   | Rang  | Temps        | Rang         | Temps   | Rang    |
| Femi Ogunode             | 100 mètres   | 10.28   | 5e    | Éliminé      | Éliminé      | Éliminé | Éliminé |
| Femi Ogunode             | 200 mètres   | 20.36   | 4e    | Éliminé      | Éliminé      | Éliminé | Éliminé |
| Abdalelah Haroun         | 400 mètres   | 45.76   | 2e    | 46.66        | 7e           | Éliminé | Éliminé |
| Abubaker Haydar Abdalla  | 800 mètres   | 1:47.81 | 5e    | Éliminé      | Éliminé      | Éliminé | Éliminé |
| Musaeb Abdulrahman Balla | 800 mètres   | DNS     | /     | Éliminé      | Éliminé      | Éliminé | Éliminé |

#### Concours
| Athlètes             | Compétition       | Série    | Série | Finale   | Finale            |
| -------------------- | ----------------- | -------- | ----- | -------- | ----------------- |
| Athlètes             | Compétition       | Résultat | Rang  | Résultat | Rang              |
| Mutaz Essa Barshim   | Saut en hauteur   | 2,29m    | 1er   | 2m36     | Médaille d'argent |
| Ashraf Amgad Elseify | Lancer du marteau | 73,47m   | 12e   | 75m46    | 6e                |
| Ahmed Bader Magour   | Lancer du javelot | 77,19 m  | 30e   | Éliminé  | Éliminé           |

### Femme

#### Course
| Athlètes               | Compétitions | Série   | Série | Demi-finales | Demi-finales | Finale  | Finale  |
| ---------------------- | ------------ | ------- | ----- | ------------ | ------------ | ------- | ------- |
| Athlètes               | Compétitions | Temps   | Rang  | Temps        | Rang         | Temps   | Rang    |
| Dalal Mesfar Al-Harith | 400 mètres   | 1:07.12 | 7e    | Éliminé      | Éliminé      | Éliminé | Éliminé |
|                        |              |         |       |              |              |         |         |

## Handball

### Tournoi masculin
L'équipe du Qatar de handball masculin gagne sa place pour les Jeux en remportant le tournoi asiatique de qualification olympique 2015.
| Sélectionneur            | Sélectionneur       | Valero Rivera            | Valero Rivera | Valero Rivera |
| N°                       | Nom                 | Date de naissance et âge | Sél. (buts)   | Club          |
| Gardiens de but          |                     |                          |               |               |
| 12                       | Danijel Šarić       | 27 juin 1977             | 141 (0)       | FC Barcelone  |
| 16                       | Goran Stojanović    | 24 février 1977          | 15 (0)        | El Jaish SC   |
| Ailiers                  |                     |                          |               |               |
| 10                       | Abdulla Al-Karbi    | 10 juin 1990             | 33 (105)      | Al-Sadd SC    |
| 11                       | Abdulrazzaq Murad   | 29 juin 1990             | 59 (122)      | Al-Gharafa SC |
| 13                       | Eldar Memišević     | 21 juin 1992             | 84 (171)      | El Jaish SC   |
| 66                       | Hamad Madadi        | 7 juillet 1988           | 38 (200)      | Lekhwiya SC   |
| Arrières et Demi-centres |                     |                          |               |               |
| 1                        | Žarko Marković      | 1er juin 1986            | 0 (0)         | El Jaish SC   |
| 4                        | Hassan Mabrouk      | 29 juillet 1982          | 27 (55)       | El Jaish SC   |
| 7                        | Bertrand Roiné      | 17 février 1981          | 11 (35)       | Al Ahli SC    |
| 9                        | Rafael Capote       | 5 octobre 1987           | 15 (51)       | El Jaish SC   |
| 20                       | Jovo Damjanović     | 24 décembre 1996         | 26 (34)       | El Jaish SC   |
| 25                       | Kamalaldin Mallash  | 1er janvier 1992         | 28 (83)       | El Jaish SC   |
| 77                       | Hadi Hamdoon        | 5 février 1992           | 55 (167)      | El Jaish SC   |
| 86                       | Mahmoud Hassab Alla | 22 novembre 1986         | 8 (24)        | Al-Sadd SC    |
| 94                       | Ameen Zakkar        | 15 juin 1994             | 26 (42)       | Al Rayyan     |
| Pivot                    |                     |                          |               |               |
| 19                       | Borja Vidal         | 25 décembre 1981         | 15 (38)       | Al-Qiyada     |
| 41                       | Youssef Benali      | 28 mai 1987              | 15 (51)       | Lekhwiya SC   |